# North Beach (San Francisco)
North Beach est un quartier de San Francisco, en Californie. Il est délimité par la désormais disparue Barbary Coast, remplacée par Jackson Square, le Financial District au sud de Broadway Avenue (à l'exception des institutions de North Beach qui s'étendent le long de Colombus Avenue jusqu'au carrefour de Washington Street et Montgomery Street), Chinatown au sud-ouest de Columbus Avenue avant Green Street, Russian Hill à l'ouest, Telegraph Hill à l'est et Fisherman's Wharf au niveau de Bay Street au nord.
L'artère principale parcourant le quartier est Colombus Avenue, dont l'orientation diagonale sud-est-nord-ouest détonne par rapport au damier san-franciscain. Elle est nommée en l'honneur de Christophe Colomb, explorateur cher à la communauté italo-américaine.
Sa population de 26 827 habitants est répartie en 55,3 % d'Asiatiques, 39,6 % de Caucasiens et 1,4 % d'Afro-Américains et son revenu moyen est de 36 965 dollars.

## Histoire
À la fin du XIXe siècle, la côte nord de la ville se trouvait là où courent actuellement les rues Taylor et Francisco. L'endroit était à l'époque une plage, d'où son nom actuel, North Beach (« la plage nord »). Elle fut par la suite remblayée progressivement, notamment à la suite du tremblement de terre de 1906, pour étendre la surface de la ville.
North Beach accueille l'un des quartiers chauds de la ville, ainsi que de nombreux cafés et restaurants. Le désormais disparu Condor Club, au carrefour des avenues Colombus et Broadway, un cabaret devenu par la suite strip club, était un haut-lieu de la vie nocturne du quartier. De nombreux établissements de ce type subsistent sur Broadway, à l'est de l'intersection avec Columbus Avenue.

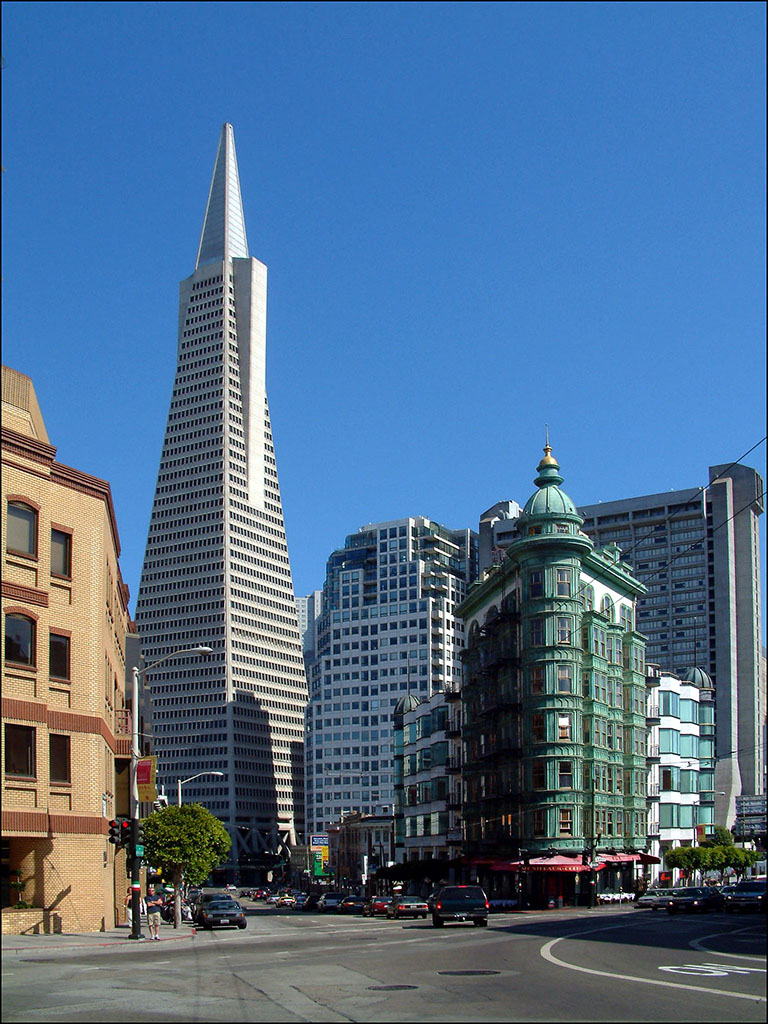
Carrefour de Kearny Street et Colombus Avenue à North Beach. Au premier plan à droite, le Sentinel Building, surplombé en arrière-plan par la Transamerica Pyramid.

North Beach attira de nombreux émigrés italiens, et, après la Seconde Guerre mondiale, fut une destination populaire parmi les intellectuels de la Beat Generation. Une allée adjacente à Colombus Avenue, entre Kearny Street et Broadway, est nommée en l'honneur de Jack Kerouac, qui vécut un temps dans le quartier et fréquenta notamment la librairie voisine City Lights Booksellers & Publishers, un haut-lieu de la pensée progressiste san-franciscaine.

## Une « Petite Italie »
North Beach maintient toujours une forte identité italo-américaine, avec ses lampadaires ceinturés de vert-blanc-rouge et ses nombreux restaurants et cafés où l'on déguste tiramisus, pizzas et capuccinos. Le légendaire joueur de baseball Joe DiMaggio grandit dans le quartier et revint pour y vivre un temps avec sa femme Marilyn Monroe. Un restaurant y porte son nom près de Washington Square. L'avocat progressiste Tony Serra tient également un cabinet au coin de Colombus et Broadway.
Le réalisateur et producteur Francis Ford Coppola, qui grandit sur Telegraph Hill, a établi le siège de sa société de production American Zoetrope dans le Sentinel Building, au carrefour de Kearny Street et Colombus Avenue. Le rez-de-chaussée y est occupé par le café Niebaum-Coppola, un établissement dont il est en partie propriétaire. Le réalisateur Philip Kaufman est également un résident du quartier, où il a tourné en 2003 l'essentiel de Instincts meurtriers (Twisted), utilisant comme décor certains cafés et bars du quartier, notamment Tosca, Vesuvio's ou The Saloon.

## Une destination populaire

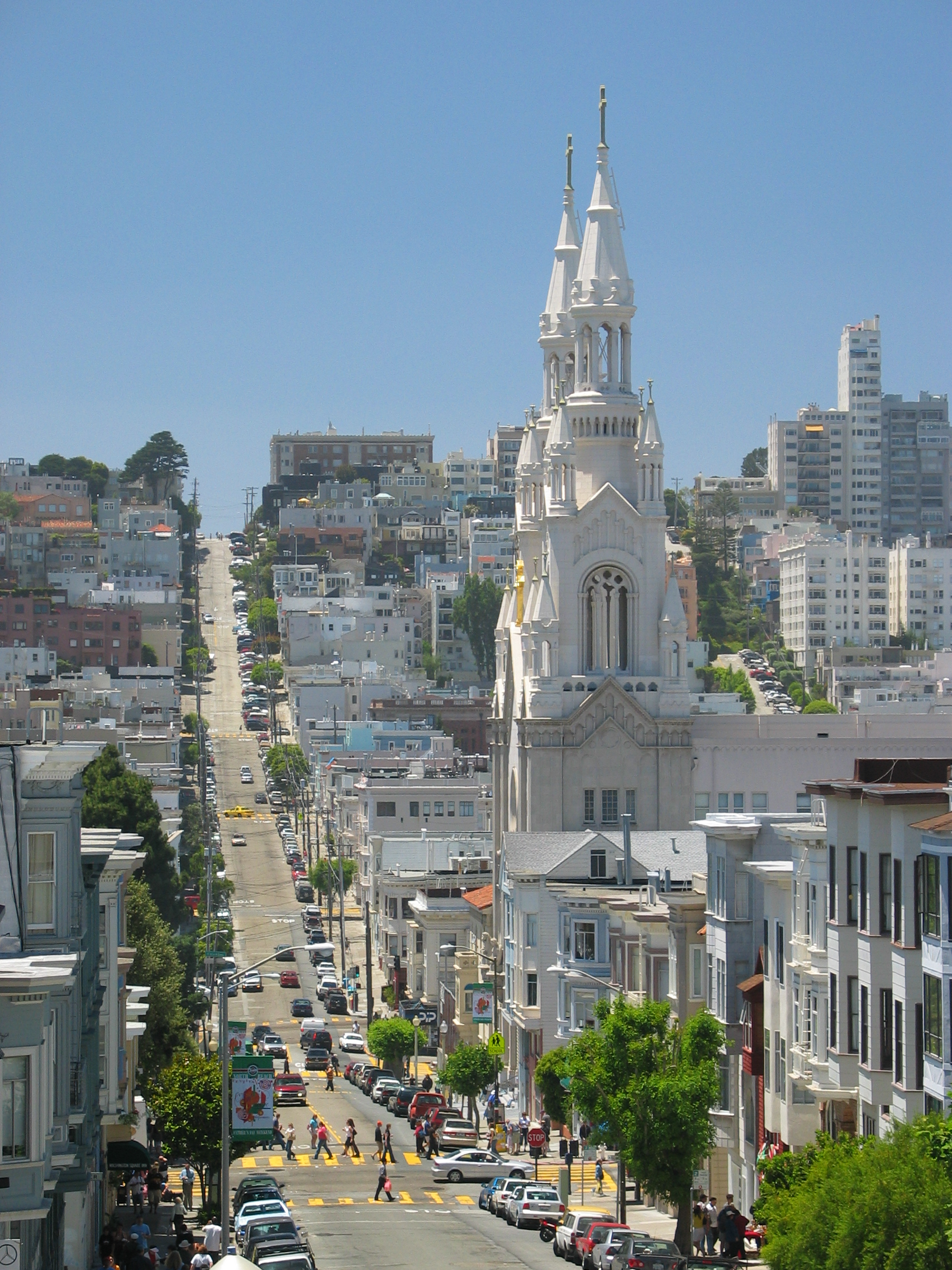
Une rue de North Beach

Le Buena Vista, un bar situé au carrefour de Hyde Street et Beach Street, revendique la « re-création » de l'Irish coffee en 1952. D'autres hauts-lieux de la vie nocturne de North Beach incluent le Savoy-Tivoli, la salle de concerts Bimbo's 365, le désormais défunt Enrico's sur Broadway, le Vesuvio Cafe et les restaurants Figaro et The Steps of Rome sur Colombus, le bar à champagne The Bubble Lounge, le restaurant Bix de Gold Street, ou Café Trieste, sur Vallejo Street. Les restaurants The Stinking Rose, dont la spécialité est la cuisine à l'ail (y compris pour ses desserts), et Moose's, situé sur Washington Square, sont parmi les préférés des touristes.
North Beach accueille chaque année un festival de jazz, ainsi qu'une foire lors du dimanche de la Fête des pères. La cathédrale des Saints Pierre et Paul se dresse sur Filbert Street, au nord de Washington Square. Le terminus nord de la ligne de tramway à traction par câble (cable car) de Powell-California se situe dans le nord du quartier, à la limite avec Fisherman's Wharf.